# Fărcășești-Moșneni
Fărcășești-Moșneni – wieś w Rumunii, w okręgu Gorj, w gminie Fărcășești. W 2011 roku liczyła 296 mieszkańców.